# 미키 판 더 펜
미키 판 더 펜(네덜란드어: Micky van de Ven, 2001년 4월 19일~)은 네덜란드의 축구 선수로 포지션은 센터백, 왼쪽 풀백이다. 현재 프리미어리그의 토트넘 홋스퍼와 네덜란드 축구 국가대표팀 소속으로 뛰고 있다. 대한민국에서는 성 'van de Ven'을 로마자 그대로 읽은 미키 반 더 벤으로도 알려져 있다.

## 구단 경력

### 초기 경력
플렌담에서 프로 선수 경력을 시작한 판 더 펜은 빔 용크 신임 감독이 그에게 계약을 제안하기 전 구단으로부터 방출 통보를 받았다. 6개월 만에 그는 1군에서 주전 수비수로 도약했다. 그는 두 시즌 동안 48경기에 출전했고, 주장으로 활동했다.
2021년 판 더 펜은 이적료 315만 파운드에 분데스리가 클럽 VfL 볼프스부르크로 이적했다.

### 토트넘 홋스퍼
2023년 8월 8일, 토트넘 홋스퍼 FC는 판 더 펜이 VfL 볼프스부르크에서 토트넘으로 이적했다고 발표했다. 판 더 펜은 토트넘과 2029년까지 유효한 6년 계약을 체결했고 등번호로 37번을 받았다. 토트넘은 판 더 펜의 이적료로 볼프스부르크에 기본금으로 4,300만 파운드(약 5,000만 유로)를 지불했고 판 더 펜의 활약에 따라 볼프스부르크가 추가 수입을 받을 수 있다.

## 국가대표 경력
2022년 10월, 판 더 펜은 2022년 FIFA 월드컵에 출전하는 네덜란드 국가대표팀의 예비 명단에 포함되었으나 예비 명단에서 공식 명단으로 승격하지는 못했다. 그는 2023년 UEFA U-21 축구 선수권 대회에서 네덜란드 U-21 축구 국가대표팀의 주장을 담당했다.
2023년 8월, 그는 로날트 쿠만 감독의 지휘 아래 네덜란드 국가대표팀에 첫 공식 소집되어 그리스와 아일랜드와의 UEFA 유로 2024 예선 두 경기를 치렀다.
2023년 10월 13일, 판 더 펜은 프랑스와의 UEFA 유로 2024 예선 경기에서 후반 80분 나탄 아케와 교체되어 네덜란드 국가대표팀 데뷔 전을 치렀다.
2024년 5월 29일, 그는 UEFA 유로 2024에 출전할 네덜란드 국가대표팀 명단에 포함되었다.

## 수상
토트넘 홋스퍼
- UEFA 유로파리그: 2024–25